# Wet gelijke behandeling op grond van leeftijd bij de arbeid
De Wet gelijke behandeling op grond van leeftijd bij de arbeid (WGBL) is een Nederlandse wet, die op 1 mei 2004 in werking getreden. Volgens de WGBL is discriminatie op grond van leeftijd verboden bij het aanbieden van werk en tijdens het dienstverband.
Het verbod op onderscheid naar leeftijd bij het vinden of houden van werk geldt bij werving, selectie, aanstelling, arbeidsbemiddeling, arbeidsvoorwaarden, bevordering en ontslag. Sinds 1 januari 2008 is leeftijdsdiscriminatie ook verboden bij militaire ambtenaren. De WGBL is ook van toepassing op beroepsonderwijs, beroepskeuzevoorlichting, loopbaanoriëntatie en het lidmaatschap van werkgevers- of werknemersorganisaties of een vereniging van beroepsgenoten. Het hanteren van een leeftijdsgrens mag alleen als daarvoor een objectieve rechtvaardiging bestaat of als de leeftijdsgrens een wettelijke basis heeft. Zo mag iemand wel ontslagen worden omdat hij of zij de AOW-leeftijd heeft bereikt. Ook mag een werkgever een werkgelegenheidsbeleid hanteren dat specifiek gericht is op het bevorderen van de arbeidsdeelname van jongeren. Als vanwege een dergelijke reden voor een vacature een specifieke leeftijd gevraagd wordt, moet de werkgever de reden daarvoor uitdrukkelijk bij de vacature vermelden.
Iedereen die zich gediscrimineerd voelt vanwege zijn leeftijd kan zijn zaak voorleggen aan het College voor de Rechten van de Mens (CRM). Dit college onderzoekt de klacht en doet vervolgens uitspraak, deze uitspraak is een advies en is niet bindend. Houdt de werkgever zich niet aan het advies van het CRM dan kan de benadeelde naar de rechter stappen, een rechter kan wel een bindende uitspraak doen. Rechters hechten grote waarde aan een uitspraak van het CRM en zullen het advies van het CRM meestal volgen. Voor het CRM kan iedereen zelf procederen, een advocaat in de arm nemen is niet verplicht.